# ビニルアルコール
ビニルアルコール（英語: vinyl alcohol, 化学式：CH2=CHOH）は、もっとも単純な（構成炭素数が少ない）エノールである。

## 不安定性
通常は、ケト-エノール互変異性による平衡がケト体に偏ってしまい、ビニルアルコール自体は熱力学的に不安定な化合物である。つまりビニルアルコールとアセトアルデヒドとの平衡がアセトアルデヒド側に大きく偏ってしまうので、「ビニルアルコール」を物質として扱うことはできない。
ビニルアルコール CH2=CHOH では、電子が豊富な二重結合のπ電子が塩基、ヒドロキシ基についているHが酸として働く。これにより、プロトン(H+)の脱離が可能であり、脱離するとエノラート型(CH2=CHO−)になるが、エノラート型は電子の非局在化が起こり安定になる。
CH2=CHOH → H+ + CH2=CHO−
従って、プロトンの脱離が起こり得る。そこから熱力学的により安定なアセトアルデヒドに変化する。

## 重合
ビニルアルコールを重合するとポリビニルアルコールが得られるはずだが、ビニルアルコールモノマーという物質は実質的に存在しないので、酢酸ビニルを重合して得たポリ酢酸ビニルを加水分解（けん化）することによってポリビニルアルコールが作られる。